# László Cseh (futbolista)
|  | No s'ha de confondre amb el nedador László Cseh. |

László Cseh  (Budapest, 4 d'abril de 1910 - Budapest, 8 de gener de 1950) fou un futbolista hongarès de la dècada de 1930.
Pel que fa a clubs, defensà els colors del MTK Hungária FC. Fou internacional amb la selecció d'Hongria, amb la que disputà el Mundial de 1938.